# Nesowithius dilatimanus
Nesowithius dilatimanus es una especie de arácnido del orden Pseudoscorpionida de la familia Withiidae.

## Distribución geográfica
Se encuentra en Kenia.